# Хомина
Хо́мина — село в Україні, у Перемишлянській міській об'єднаній територіальній громаді Львівському районі Львівської області. Населення становить 108 осіб. 